# کوتا هوشینو
کوتا هوشینو (انگلیسی: Kota Hoshino؛ زادهٔ ۲۳ آوریل ۱۹۷۵) آهنگساز اهل ژاپن است. وی از سال ۱۹۹۸ میلادی تاکنون مشغول فعالیت بوده‌است.